# Nassourdine Imawow
Nasourdin Abdoulazimowitcz Imawow (ur. 1 marca 1995) – francuski zawodnik mieszanych sztuk walki (MMA) pochodzenia rosyjskiego. Były mistrz polskiej organizacji TFL w wadze półśredniej z 2019 roku. Aktualny zawodnik najlepszej federacji MMA na świecie UFC.

## Życiorys
W wieku 10 lat zaczął trenować boks, kiedy przybył z Dagestanu w Rosji wraz z rodziną do Salon-de-Provence we Francji. Potem odkrył mieszane sztuki walki (MMA) i w wieku 19 lat przeniósł się do Paryża ze swoim starszym bratem Daguirem, gdzie dołączyli do klubu MMA Factory, w którym głównym trenerem jest zawodnik Fernand Lopez.

## Kariera MMA

### Wczesna kariera
W zawodowych mieszanych sztukach walki zadebiutował 4 lutego 2016 roku podczas Paryskiej gali 100% Fight 27, gdzie przegrał przez poddanie duszeniem gilotynowym z bardziej doświadczonym zawodnikiem z Tunezji, Ayadim Majdeddine. Trzy następne walki zwyciężył przed czasem w pierwszych rundach, pokonując kolejno: Saida Magomieda Taczajewa, Yanisa Cheufre'a oraz Paula Lawrence'a.
14 października 2017 stoczył jednorazową, przegraną walkę z Michałem Michalskim dla Fight Exclusive Night. Parę dni po gali polska federacja wyróżniła i nagrodziła zawodników bonusem za najlepszą walkę wieczoru z gali FEN 19: Battle for Wrocław.
28 września 2019 podczas gali TFL 18: Road to Championship w Kozienicach zdobył pas mistrza Thunderstrike Fight League w wadze półśredniej, pokonując poddaniem Mateusza Głucha.
Następnie podpisał kontrakt na jedną walkę z francuską promocją, Ares Fighting Championship. 14 grudnia 2019 na Ares FC 1 w stolicy Senegalu (Dakar) pokonał w pierwszej rundzie przez techniczny nokaut byłego zawodnika UFC, Kanadyjczyka – Jonathana Meuniera.

### UFC
W 2020 roku podpisał kontrakt z Ultimate Fighting Championship. Debiut dla nowego pracodawcy odbył 3 października 2020 na UFC Fight Night: Holm vs. Aldana w Abu Zabi, gdzie pokonał na pełnym dystansie decyzją jednogłośną Jordana Williamsa.
W drugiej walce dla UFC odnotował porażkę, ulegając Philowi Hawesowi większościową decyzją podczas gali UFC Fight Night: Blaydes vs. Lewis, która odbyła się 20 lutego 2021 w Las Vegas.
24 lipca 2021 podczas UFC Fight Night: Sandhagen vs. Dillashaw wygrał przez TKO (kolano i ciosy) w drugiej rundzie z Ianem Heinishem. Jeszcze tego samego roku zwyciężył ponownie przez techniczny nokaut w drugiej odsłonie, rozbijając w parterze z pozycji krucyfiksu Edmena Shahbazyana podczas listopadowej gali UFC 268 w Nowym Jorku.
3 września 2022 w Paryżu na wydarzeniu UFC Fight Night: Gane vs. Tuivasa zmierzył się z Joaquinem Buckleyem.  Po trzech rundach zwyciężył werdyktem jednogłośnym (2 x 30-27, 29-28).
14 stycznia 2023 podczas walki wieczoru gali UFC Fight Night: Gastelum vs. Imavov miał zmierzyć się z Kelvinem Gastelumem. 9 stycznia 2023 roku poinformowano, że Gastelum nie zawalczy na gali z powodu kontuzji. Nowym rywalem francuza został Sean Strickland. Przegrał jednogłośną decyzją sędziów.
10 czerwca 2023 na UFC 289 w kanadyjskim Vancouver, jego walka z Chrisem Curtisem została uznana za nieodbytą w drugiej rundzie (no contest). Powodem tego rozstrzygnięcia było przypadkowe zderzenie głowami obu zawodników, przez co rywal Imawowa, Curtis przypłacił rozciętym łukiem brwiowym i stwierdził, że na prawe oko nie widzi wyraźnie. W związku z zaistniałą sytuacją sędzia ringowy zakończył ten pojedynek.
Oczekiwano, że 21 października 2023 podczas UFC 294 w Abu Zabi, dojdzie do walki Imawowa z Rosjaninem, Ikramem Aliskierowem. Ostatecznie „Russian Sniper” wypadł z tej walki z nieznanych przyczyn. 
3 lutego 2024 podczas walki wieczoru gali UFC Fight Night: Dolidze vs. Imavov, zmierzył się z Gruzinem, Romanem Dolidze. Wygrał przez większościową decyzję sędziów (49-44, 47-47, 48-46). 
8 czerwca 2024 w walce wieńczącej galę UFC Fight Night: Cannonier vs. Imavov, pokonał przez techniczny nokaut w czwartej rundzie Jareda Cannoniera, którego rozbił kolanami i uderzeniami w płaszczyźnie stójkowej. 
28 września 2024 w Paryżu, podczas drugiej najważniejszej walki wieczoru gali UFC Fight Night: Moicano vs. Saint Denis, stoczył walkę z Brendanem Allenem. Imawow zwyciężył jednogłośnie na kartach punktowych. 
Podczas walki wieczoru gali UFC Fight Night 250, która odbyła się 1 lutego 2025 w Rijadzie, zmierzył z byłym mistrzem wagi średniej, Israelem Adesanyą. Na początku drugiej rundy znokautował Nigeryjczyka ciosem prawym sierpowym. Po walce został nagrodzony przez organizację pierwszym bonusem za występ wieczoru oraz awansował z miejsca 5. na 2 w oficjalnym rankingu wagi średniej.  
Na UFC 319 będzie zawodnikiem rezerwowym dla walki mistrzowskiej Dricusa du Plessisa z Chamzatem Czimajewem.   

## Osiągnięcia i nagrody

### Mieszane sztuki walki
- Fight Exclusive Night
  - 2017: Bonus za walkę wieczoru vs. Michał Michalski (FEN 19)[7]
- Thunderstrike Fight League
  - 2019: Mistrz TFL w wadze półśredniej[33].
- Ultimate Fighting Championship
  - 2024: Bonus za występ wieczoru vs. Israel Adesanya[30]

## Lista zawodowych walk w MMA
| Wynik     | Bilans   | Przeciwnik (bilans przed walką) | Rozstrzygnięcie                                   | Runda | Czas | Rozgrywki                                | Data       | Miejsce           | Uwagi                                                                                            |
| --------- | -------- | ------------------------------- | ------------------------------------------------- | ----- | ---- | ---------------------------------------- | ---------- | ----------------- | ------------------------------------------------------------------------------------------------ |
|           |          | Caio Borralho (17-1. 1 NC)      |                                                   |       |      | UFC Fight Night: Imavov vs. Borralho     | 06.09.2025 | Paryż             | Main Event                                                                                       |
| Wygrana   | 16-4 (1) | Israel Adesanya (24-4)          | TKO (prawy sierpowy i ciosy pięściami w parterze) | 2     | 0:30 | UFC Fight Night: Adesanya vs. Imavov     | 01.02.2025 | Rijad             | Bonus za występ wieczoru. Main Event                                                             |
| Wygrana   | 15-4 (1) | Brendan Allen (24-5)            | Decyzja (jednogłośna)                             | 3     | 5:00 | UFC Fight Night: Moicano vs. Saint Denis | 28.09.2024 | Paryż             | Co-Main Event                                                                                    |
| Wygrana   | 14-4 (1) | Jared Cannonier (17-6)          | TKO (ciosy pięściami i kolana)                    | 4     | 1:34 | UFC Fight Night: Cannonier vs. Imavov    | 08.06.2024 | Louisville        | Main Event                                                                                       |
| Wygrana   | 13-4 (1) | Roman Dolidze (12-2)            | Decyzja (większościowa)                           | 5     | 5:00 | UFC Fight Night: Dolidze vs. Imavov      | 03.02.2024 | Las Vegas         | Imawowowi odjęto jeden punkt w 4 rundzie za nielegalny kopnięcie (soccer kick). Main Event       |
| Nieodbyta | 12-4 (1) | Chris Curtis (30-10)            | No contest (przypadkowe zderzenie głowami)        | 2     | 3:04 | UFC 289: Nunes vs. Aldana                | 10.06.2023 | Vancouver         | Powrót do wagi średniej. Przypadkowe zderzenie głów uniemożliwiło Curtisowi kontynuowanie walki. |
| Przegrana | 12-4     | Sean Strickland (25-5)          | Decyzja (jednogłośna)                             | 5     | 5:00 | UFC Fight Night: Strickland vs. Imavov   | 14.01.2023 | Las Vegas         | Debiut w wadze półciężkiej. Main Event                                                           |
| Wygrana   | 12-3     | Joaquin Buckley (15-4)          | Decyzja (jednogłośna)                             | 3     | 5:00 | UFC Fight Night: Gane vs. Tuivasa        | 03.09.2022 | Paryż             |                                                                                                  |
| Wygrana   | 11-3     | Edmen Shahbazyan (11-2)         | TKO (łockie w parterze z pozycji krucyfiksu)      | 2     | 4:42 | UFC 268                                  | 06.11.2021 | Nowy Jork         |                                                                                                  |
| Wygrana   | 10-3     | Ian Heinish (14-4)              | TKO (kolano i ciosy pięściami)                    | 2     | 3:09 | UFC Fight Night: Sandhagen vs. Dillashaw | 24.07.2021 | Las Vegas         |                                                                                                  |
| Przegrana | 9-3      | Phil Hawes (9-2)                | Decyzja (większościowa)                           | 3     | 5:00 | UFC Fight Night: Blaydes vs. Lewis       | 20.02.2021 | Las Vegas         |                                                                                                  |
| Wygrana   | 9-2      | Jordan Williams (9-3)           | Decyzja (jednogłośna)                             | 3     | 5:00 | UFC on ESPN: Holm vs. Aldana             | 03.10.2020 | Abu Zabi          | Debiut w UFC. Powrót i przejście do wagi średniej.                                               |
| Wygrana   | 8-2      | Jonathan Meunier (9-1)          | TKO (ciosy pięściami)                             | 1     | 4:27 | Ares FC 1                                | 14.12.2019 | Dakar             | Limit umowny -80 kg.                                                                             |
| Wygrana   | 7-2      | Mateusz Głuch (6-5)             | Poddanie (klucz na rękę - kimura)                 | 1     | ?    | TFL 18: Road to Championship             | 28.09.2019 | Kozienice         | Zdobył pas mistrza TFL w wadze półśredniej. Main Event.                                          |
| Wygrana   | 6-2      | Francesco Demontis (1-2)        | Poddanie                                          | 1     | 2:26 | Devil's Cage: La Gabbia del Diavolo      | 26.07.2019 | Quartu Sant’Elena | Debiut w wadze średniej.                                                                         |
| Wygrana   | 5-2      | Gregor Weibel (12-4-1)          | Decyzja (jednogłośna)                             | 3     | 5:00 | City Cage MMA                            | 17.05.2019 | Lucerna           | Co-Main Event                                                                                    |
| Wygrana   | 4-2      | Gary Formosa (0-0)              | TKO (ciosy pięściami)                             | 1     | 2:02 | Centurion Fight Championship 2           | 04.11.2017 | Paola             |                                                                                                  |
| Przegrana | 3-2      | Michał Michalski (5-2)          | Decyzja (jednogłośna)                             | 3     | 5:00 | FEN 19: Battle for Wrocław               | 14.10.2017 | Wrocław           | Bonus za walkę wieczoru.                                                                         |
| Wygrana   | 3-1      | Paul Lawrence (3-0)             | TKO (ciosy pięściami)                             | 1     | 2:43 | Centurion Fight Championship 1           | 13.05.2017 | Paola             |                                                                                                  |
| Wygrana   | 2-1      | Yanis Cheufre (5-3)             | Poddanie (duszenie brabo)                         | 1     | 2:32 | Fight Night One 4                        | 08.04.2016 | Saint-Étienne     | Main Event                                                                                       |
| Wygrana   | 1-1      | Said Magomied Taczajew (0-0)    | Poddanie (duszenie zza pleców)                    | 1     | 3:20 | Gladiator Fighting Arena 3               | 05.03.2016 | Nîmes             |                                                                                                  |
| Przegrana | 0-1      | Ayadi Majdeddine (7-2)          | Poddanie (duszenie gilotynowe)                    | 1     | 4:49 | 100% Fight 27                            | 04.02.2016 | Paryż             | Debiut w wadze półśredniej.                                                                      |